# Misje ludowe
Misje ludowe – forma ewangelizacji, pierwszego głoszenia historii Jezusa Chrystusa.
Jeden ze środków podejmowanych dla doprowadzenia do indywidualnego przyjęcia Jezusa Chrystusa w drodze wiary jako swojego Zbawiciela i Pana. Misje ludowe były regularnie podejmowaną metodą aktywizowania społeczności wiernych skupionych w parafiach. 
Współcześnie podejmowane są działania integrujące popularne wspólnotowe praktyki
słuchania i głoszenia Słowa Bożego z misjami ludowymi dla przebudzenia
miejscowych chrześcijan i ponownego przyswajania wiary chrześcijańskiej, przygotowania do sakramentu małżeństwa i współdziałania w opiece nad cierpiącymi. Od 8 grudnia 2015 roku do 20 listopada 2016 roku trwał Nadzwyczajny Jubileusz Miłosierdzia i w tym okresie wyznaczonym prezbiterom udzielone zostały specjalne prerogatywy do rozgrzeszenia z grzechów zastrzeżonych dla władzy zwierzchniej w Kościele katolickim, by głosiciele ci określani mianem „misjonarzy miłosierdzia” mieli przynieść wiernym „radość przebaczenia”.